# 泉山街道 (淮南市)
泉山街道，是中华人民共和国安徽省淮南市田家庵区下辖的一个乡镇级行政单位。

## 行政区划
泉山街道下辖以下地区：
泉山社区、东苑社区和西苑社区。